# Большие Верези
Больши́е Верези́ (тат. Зур Бирәзә) — село в Арском районе Республики Татарстан, в составе Арского городского поселения.

## География
Село находится на реке Верезинке, в 2 км к западу от районного центра — города Арска.

## История
Основание села относят к периоду Казанского ханства. 
В сословном плане, в XVIII веке и вплоть до 1860-х годов, жителей села причисляли к государственным крестьянам. Основными занятиями жителей села являлись земледелие (в начале XX столетия земельный надел сельской общины составлял 648,8 десятин), скотоводство, валяльный промысел.
В «Списке населенных мест по сведениям 1859 года», изданном в 1866 году, населённый пункт упомянут как казённая деревня Большие Верези 1-го стана Казанского уезда Казанской губернии. Располагалась при речке Верезе, по левую сторону Сибирского почтового тракта, в 60 верстах от уездного и губернского города Казань и в 40 верстах от становой квартиры во владельческой деревне Пермяки (Богородское). В деревне, в 47 дворах жили 365 человек (177 мужчин и 188 женщин), была мечеть.
По сведениям из первоисточников, в 1895 году в селе действовало медресе, в начале XX столетия - мечеть, бакалейная лавка.
До 1920 года село входило в Арскую волость Казанского уезда Казанской губернии. С 1920 года в составе Арского кантона ТАССР. С 10 августа 1930 года в Арском районе.
С 1930 года в селе действовали колхозы. С 1993 года коллективное предприятие «Арский», с 2017 года «Агрофирма «Возрождение».

## Население
| 1782 | 1859 | 1897 | 1908 | 1920 | 1926 | 1938 | 1949 | 1958 | 1970 | 1979 | 1989 | 2002 | 2010 | 2015 |
| ---- | ---- | ---- | ---- | ---- | ---- | ---- | ---- | ---- | ---- | ---- | ---- | ---- | ---- | ---- |
| 104  | 365  | 583  | 632  | 539  | 765  | 604  | 391  | 325  | 387  | 369  | 371  | 370  | 379  | 403  |

Национальный состав села — татары.

## Экономика
Жители села занимаются полеводством, молочным скотоводством.

## Инфраструктура
В селе действуют начальная школа, библиотека.